# Alfred Hedenstierna
Karl Josef Alfred Hedenstierna, född den 12 mars 1852 i Skeda, Ryssby i Kronobergs län, död den 12 oktober 1906 i Stockholm, var en svensk tidningsman och författare känd under pseudonymen Sigurd.

## Biografi
Alfred Hedenstierna verkade som konservativ skribent vid Smålandsposten, var även delägare i tidningen och dess huvudredaktör 1890–1898. Han verkade även som sångtextförfattare (främst känd för Hjärtats saga, tonsatt av Wilhelm Åström). Han gifte sig 1885 med Hilma Johansson.
Hedenstierna deltog i tidens kulturdebatt och vände sig häftigt mot bland andra August Strindberg och Gustaf Fröding.
Han var under det sena 1800-talet en av Sveriges mest lästa tidningsskribenter och författare,  översatt till ett tiotal språk. Ett sekel efter sin bortgång är han främst ihågkommen för texten till Hjärtats saga och för sina inlägg i tryckfrihetsdebatten orsakad av publiceringen 1896 av Frödings En morgondröm.

## Bibliografi

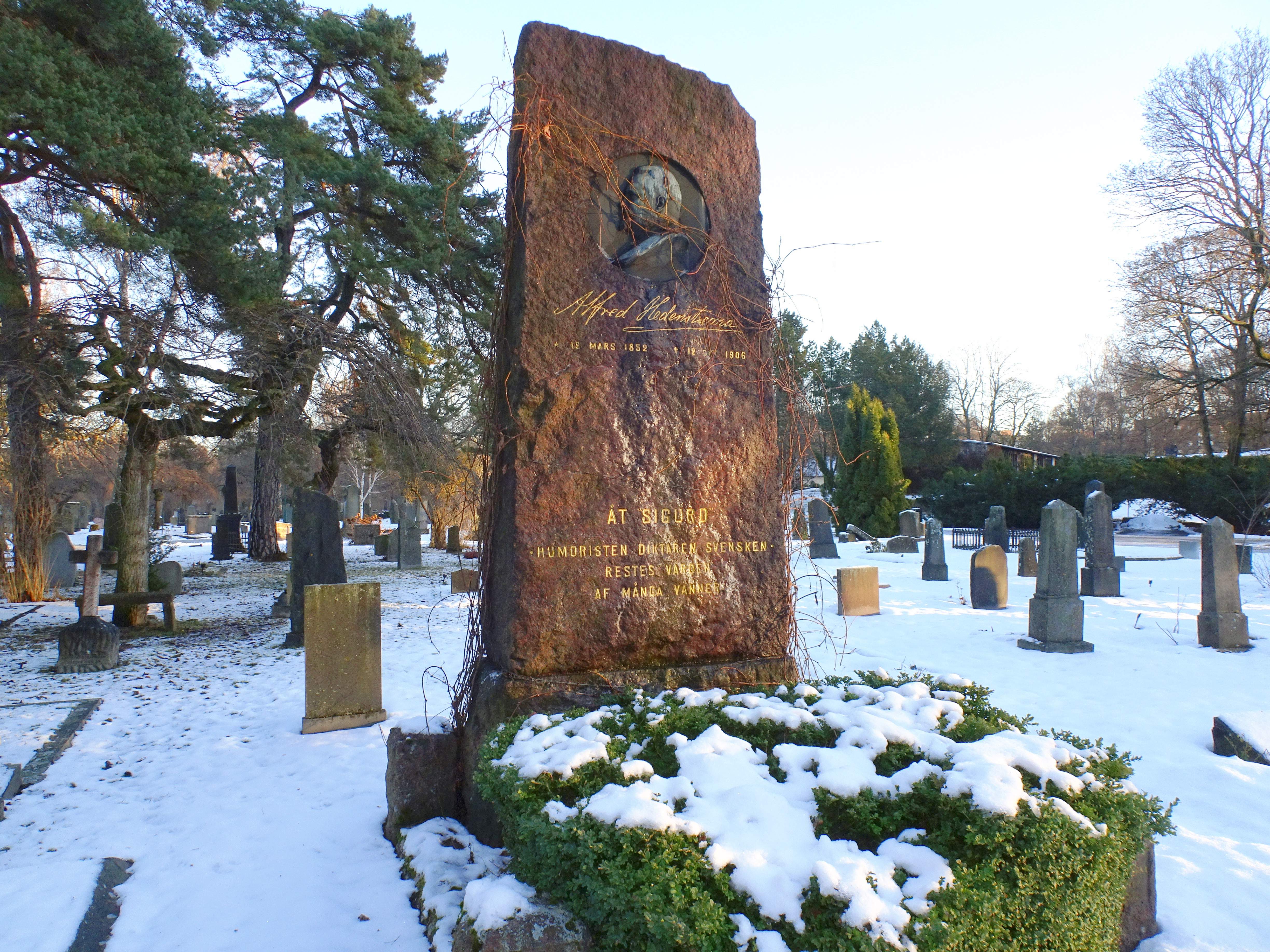
Alfred "Sigurd" Hedenstiernas gravvård på Norra begravningsplatsen i Solna.

### Samlade upplagor och urval
- Livsbilder ur svenska hem (Illustr. uppl). Stockholm. 1902-1903. Libris 2694311 - 40 häften.
- Svenskt hvardagslif : samlade romaner (Ill. uppl). Stockholm: Geber. 1905. Libris 2231809 - 3 delar.
- Kaleidoskop : valda humoresker och kåserier (Illustrerad uppl.). Stockholm: Geber. 1907. Libris 1761992 - 5 delar.
- Vid vägen : efterlämnade berättelser, skisser och humoresker. Stockholm: Geber. 1907. Libris 1617372 - 2 delar.